# 雞嶺
雞嶺（英語：Kai Leng）原名「佳嶺」，為張氏為主之客家原居民村落，因興建城門水塘而被分別搬遷到大埔救恩書院隔鄰之漁角村及上水之雞嶺村。

## 遷入之姓氏歷史
- 羅氏：於清代末期於鷄嶺現址存在，當時鷄嶺村原名佳嶺。
- 張氏：現任村長張觀生，由城門水塘舊址（現今之城門水塘客家風水林）遷入至鷄嶺村現址。

## 張氏宗祠及清河邨之來頭
清河邨

## 住宅

### 私人屋苑
- 萬豪居

### 公共屋邨
- 清河邨

### 資助出售房屋
- 清濤苑

## 鄉村
- 雞嶺村

## 村公所
- 雞嶺村並未有政府認可的村公所，現時的村公所實際為寮屋

## 基礎教育

### 中學
- 田家炳中學

## 交通

### 道路
- 維翰路
- 裕泰路
- 雞嶺迴旋處